# جاك دنجرس
جاك دنجرس (بالإنجليزية: Jack Dangers)‏ (و. 1965  م) هو موسيقي، ومنتج أسطوانات، وملحن، ودي جيه بريطاني، ولد في سويندون.

## روابط خارجية
- جاك دنجرس على موقع IMDb (الإنجليزية)
- جاك دنجرس على موقع ميوزك برينز (الإنجليزية)
- جاك دنجرس على موقع ميوزك برينز (الإنجليزية)
- جاك دنجرس على موقع ميوزك برينز (الإنجليزية)
- جاك دنجرس على موقع إن إن دي بي (الإنجليزية)
- جاك دنجرس على موقع أول ميوزيك (الإنجليزية)
- جاك دنجرس على موقع ديسكوغز (الإنجليزية)
- جاك دنجرس على موقع ديسكوغز (الإنجليزية)